# Richard Ekunde
Richard Ntomba Ekunde, född 4 augusti 1982, är en kongolesisk tidigare fotbollsspelare (försvarare) som senast spelade för FC Trollhättan i Division 1. Hans moderklubb är Kinshasa-City, och han representerade under sin karriär även Djurgårdens IF, Åtvidabergs FF, Viking FK och Gais.

## Spelstil
Ekunde beskrevs 2005 av Åtvidabergs dåvarande tränare Kent Karlsson som "teknisk och brytsäker [...] tuff och stark men kanske inte lika passningsskicklig". Han bildade 2006-2007 backpar tillsammans med Mattias Östberg i Gais, och utsågs 2007 till "Årets makrill" och "Årets spelare i GAIS".

## Spelarkarriär
Han värvades 2002 av Djurgårdens IF från Kinshasa-City till Sverige, men de dåvarande svenska mästarna lånade 2003 ut honom till farmarklubben Åtvidabergs FF. I Superettan gjorde han bra ifrån sig, och blev uttagen i Kongos A-landslag. Han spelade två matcher med A-landslaget, en mot Sydafrika och en OS-kvalmatch mot Elfenbenskusten i december 2003. I den senare matchen landade Ekunde i den 65:e minuten fel efter en höjdduell, och skadade korsbandet och menisken i ena knäet. Han blev borta från fotbollen i åtta månader och spelade inte en enda match under 2004. 2005 blev det 28 matcher för Åtvidaberg, och inför säsongen 2006 skrev den allsvenska nykomlingen Gais kontrakt med Ekunde.

### Gais
På sensommaren samma år lade den danska storklubben FC Köpenhamn ett bud på Ekunde, men klubbarna kom inte överens och han stannade kvar i Gais. I slutet av säsongen 2007 och i början av säsongen 2008 var Ekunde skadad, men kom tillbaka till andra delen av 2008 års upplaga av Allsvenskan. Åren som följde blev Ekundes bästa och han bidrog till att Gais var ett av de lag som släppte in minst mål Allsvenskan. Under Alexander Axéns år i Gais 2010–2012 blev han dock placerad som högerback allt oftare och fick där inte visa sin placeringssäkerhet och spelförståelse på samma sätt. När Gais rasade samman 2012, både sportsligt och ekonomiskt, löpte Ekundes kontrakt ut och han gick till den norska klubben Viking Stavanger.
Den 28 mars 2014 blev det klart att Ekunde återvände till Gais.

### FC Trollhättan
I februari 2016 värvades Ekunde av FC Trollhättan. Han spelade 16 matcher (0 mål) för klubben säsongen 2016 innan han avslutade karriären.